# Rita Brantalou
 (septembre 2021).
La mise en forme du texte ne suit pas les recommandations de Wikipédia : il faut le « wikifier ».
Les points d'amélioration suivants sont les cas les plus fréquents :
- Les titres sont pré-formatés par le logiciel. Ils ne sont ni en capitales, ni en gras.
- Le texte ne doit pas être écrit en capitales (les noms de famille non plus), ni en gras, ni en italique, ni en « petit »…
- Le gras n'est utilisé que pour surligner le titre de l'article dans l'introduction, une seule fois.
- L'italique est rarement utilisé : mots en langue étrangère, titres d'œuvres, noms de bateaux, etc.
- Les citations ne sont pas en italique mais en corps de texte normal. Elles sont entourées par des guillemets français : « et ».
- Les listes à puces sont à éviter, des paragraphes rédigés étant largement préférés. Les tableaux sont à réserver à la présentation de données structurées (résultats, etc.).
- Les appels de note de bas de page (petits chiffres en exposant, introduits par l'outil «  Source ») sont à placer entre la fin de phrase et le point final[comme ça].
- Les liens internes (vers d'autres articles de Wikipédia) sont à choisir avec parcimonie. Créez des liens vers des articles approfondissant le sujet. Les termes génériques sans rapport avec le sujet sont à éviter, ainsi que les répétitions de liens vers un même terme.
- Les liens externes sont à placer uniquement dans une section « Liens externes », à la fin de l'article. Ces liens sont à choisir avec parcimonie suivant les règles définies. Si un lien sert de source à l'article, son insertion dans le texte est à faire par les notes de bas de page.
- La présentation des références doit suivre les conventions bibliographiques. Il est recommandé d'utiliser les modèles {{Ouvrage}}, {{Chapitre}}, {{Article}}, {{Lien web}} et/ou {{Bibliographie}}. Le mode d'édition visuel peut mettre en forme automatiquement les références.
- Insérer une infobox (cadre d'informations à droite) n'est pas obligatoire pour parachever la mise en page.

Pour une aide détaillée, merci de consulter Aide:Wikification.
Si vous pensez que ces points ont été résolus, vous pouvez retirer ce bandeau et améliorer la mise en forme d'un autre article.
Pour les articles homonymes, voir Jacques Pradel (homonymie).
Jacques Pradel, dit Rita Brantalou (connu également sous les noms de Ricky Brantalou, Brantalou, R. Brantalou et Rita), est un dessinateur, rockeur, comique, auteur de théâtre et cinéaste français, né le 8 juillet 1948 à Boulogne-Billancourt et mort le 20 juillet 2021 à Saint-Christol-lez-Alès.

## Biographie
Fils de Pierre Pradel et de Jacqueline Caruel, Jacques Gabriel Jenes Pradel grandit à Saint-Germain-des-Prés.
Jacques Pradel commence une carrière de dessinateur après l'obtention de son baccalauréat.
Il intègre le groupe Io de Ramon Pipin en 1970 en tant que bassiste.
Plus tard, il se fait connaître comme guitariste, chanteur et bassiste du groupe de rock alternatif Au Bonheur des dames dès 1974 et s'enregistre à la SACEM le 3 février 1975.
Il va prendre le pseudonyme de Ricky Brantalou, puis celui de Rita Brantalou.
Après une première séparation de son groupe, il devient cofondateur du groupe Odeurs, avec Ramon Pipin en 1979. L'année 1979 est aussi celle durant laquelle il se fait connaître en tant que comique dans la troupe de Stéphane Collaro pour les émissions de télévision Co-Co Boy puis Cocoricocoboy et enfin Collaricocoshow. Il interprète régulièrement le personnage de Michou-Bidou et écrit de nombreux sketches.
Parallèlement, il reprend ses études à l'École nationale supérieure d'architecture de Paris-La Villette et obtient son diplôme d'architecte DPLG sous la tutelle de Jean-Pierre Penin[source insuffisante] et de Pierre Jassey.
Rita Brantalou écrit également des pièces de théâtre à partir de 1985 en parallèle de sa carrière de « rocker ». Il devient également acteur, puis auteur pour plusieurs films (cinéma et télévision) au cours des années 1990.
Il meurt le 20 juillet 2021 à l'âge de 73 ans ; sa mort est annoncée le lendemain par Ramon Pipin, ancien membre des groupes Au bonheur des dames et Odeurs.

## Discographie

### Au Bonheur des dames

#### Albums studio
- 1974 : Twist
- 1975 : Coucou maman
- 1976 : Halte là!
- 1987 : Jour de fête
- 2006 : Métal moumoute

#### Albums en live
- 1997 : Les Adieux (live)

#### Compilations
- 2007 : Quart de touist

### Odeurs

#### Singles
- 1979 : Youpi la France!
- 1979 : L'homme objet / La viande de porc
- 1981 : Que c'est bon / L'amour
- 1982 : Chanson à la mode / Triple slow
- 1983 : Le cri du kangourou / Concours Lépine
- 1983 : Optimiste / Toujours moins toujours

#### Albums
- 1979 : Ramon Pipin's Odeurs

1. Youpi, la France
2. Je suis mou
3. Dominique
4. Dernière lettre
5. Le gros snob
6. Ode au printemps
7. I want to hold your hand
8. Sex Bazooka
9. Douce crème
10. Chèque baby chèque
11. Défécation Blues
12. Le vilain petit zoziau

- 1980 : 1980 : No Sex !

1. De quoi ?
2. Le stade nasal
3. L'homme objet
4. Ma fils Tennessy
5. Quitte ou double
6. Le morceau le plus rapide du monde ?
7. Astrid
8. Nouvelle droite
9. Coucous boulettium
10. Le jour où les oranges pelurent
11. La viande de porc
12. Je m'aime
13. J'ai le mauvais goût dans la bouche
14. La santé par les plantes
15. Rock Haroun Tazieff

- 1981 : De l'amour

1. Que c'est bon
2. Faut être deux pour faire un enfant
3. L'amour dégonflé
4. L'amour par dérision
5. L'amour sans les dents
6. L'amour
7. Couverts d'amour
8. Deux doigts d'amour
9. Les inconnus de l'amour
10. L'amour à froid
11. L'amour dans la gueule

- 1983 : Toujours plus haut

1. Vacances de rêve
2. Dans les supermarchés
3. Johnny pas grand chose
4. Toujours plus haut
5. Joe le surfeur
6. Oh, les beaux dimanches
7. Le cri du Kangourou
8. Keskilébien
9. Les p'tis garçons et les p'tites filles
10. Samba Nipanti
11. Ma chanson est malade
12. Petit caca noel

- 1979 : Optimiste : Enregistrement public

1. Les diapos
2. Les lavandières du Portugal
3. Présentation
4. Youpi la France
5. Triple slow
6. Optimiste
7. Je m'aime
8. Couscous bouletium
9. Le peigne et le hippy
10. Final : on a été féconds (extrait)

#### Compilations
- Fragrances & Remugles (compilation 16 titres) (1991)
- L'intégrale Saison 1 1979-1983 (2007)
- L'intégrale Saison 2 1984-... (2008, inclus les albums solo de Ramon Pipin et le DVD inédit d'un concert en Belgique, en 1983)

### En solo
- 1985 : Ratatouille (single) [9].

### Autre
- 1981 : On Achève Bien Les Chevaux (avec Dominique Grange, sur l'album Hammam Palace)[10].

## Filmographie

### En tant qu'acteur
- 1989 : Radio Corbeau, d'Yves Boisset : Koury
- 1991 : La Tribu, d'Yves Boisset : Jenner
- 1992 : Cut, court métrage d'Olivier Thery-Lapiney
- 1993 : Les Carnassiers, d'Yves Boisset : Marianne
- 1996 : L'Affaire Dreyfus, téléfilm d'Yves Boisset : Édouard Drumont

### En tant qu'auteur
- 1996 : Le bourgeois se rebiffe, de Jean-Pierre Alessandri
- 1996 : Château Magot, de Jean-Louis Lorenzini
- 1999 : À vot'service, de Philippe Vauville (adaptation)

## Théâtre
- 1985 : Tam Tam au pays des noirs-blancs, comédie musicale avec le Grand Orchestre du Splendid, scénario de Xavier Thibault : mise en scène[11].
- 1998 : Adler à la poursuite du hochet vert (auteur), mise en scène Jean-Luc Moreau, spectacle de Patrick Adler)[12],[13].
- 2000 : Sous les pavés, la plage, co-écrit avec Philippe Bruneau, mise en scène Jean-Luc Moreau, avec Guy Montagné et Danièle Evenou.
- 2008 : Secret de famille, d’Éric Assous, mise en scène Jean-Luc Moreau, avec Michel Sardou : comédien[14],[15].